# Теракт у дискотеки «Дольфи»

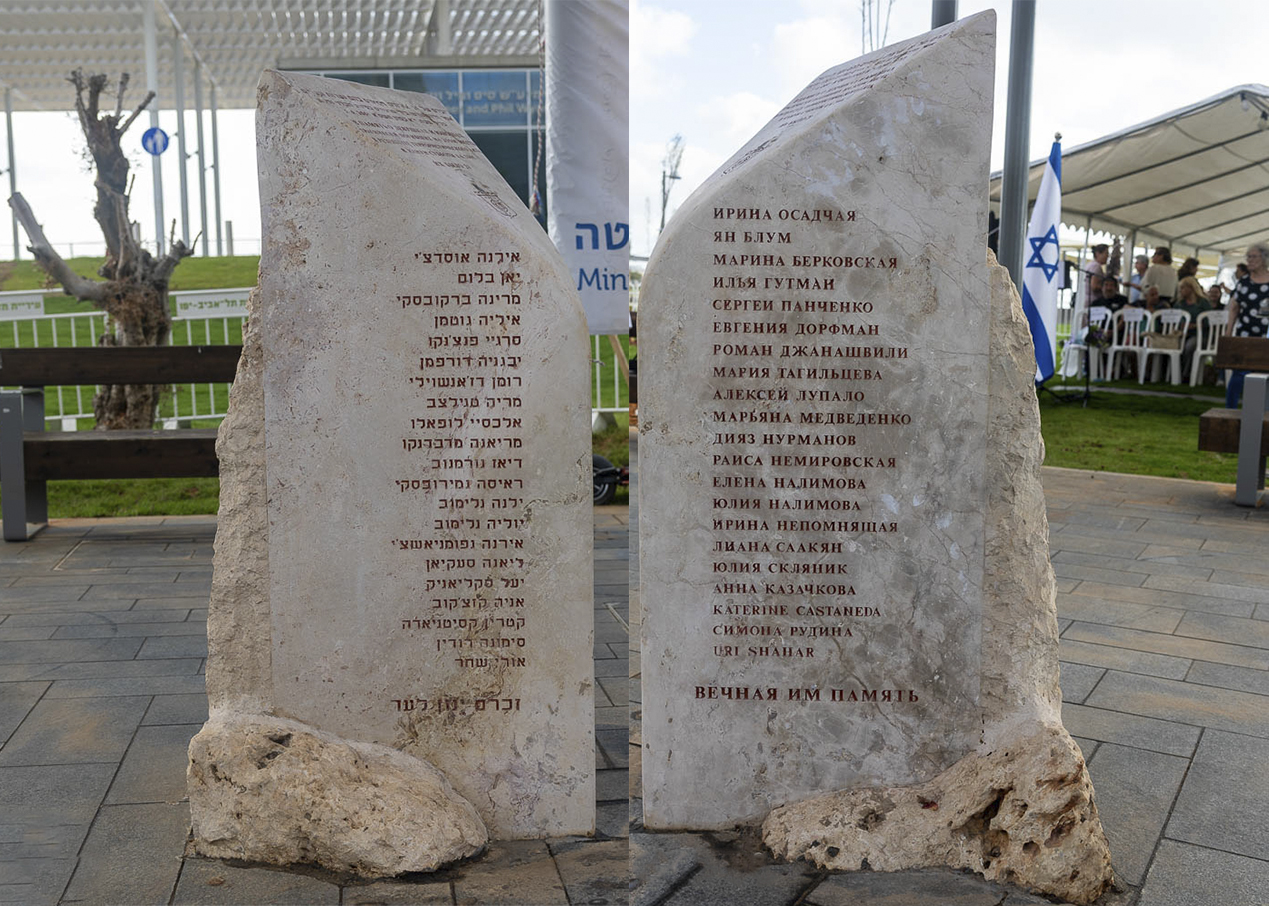
Памятник в память о жертвах теракта (2 стороны с именами)

Теракт у дискотеки «Дольфи» («Дельфинариум») (ивр. הפיגוע בדולפינריום‎) — террористический акт, осуществлённый террористом-смертником из организации «Палестинский исламский джихад», подорвавшим себя в толпе подростков 1 июня 2001 года у входа в клуб-дискотеку на набережной Тель-Авива. В результате теракта 21 человек погиб, 120 ранено. Почти все пострадавшие — репатрианты и туристы из бывшего СССР; многие из них имели гражданство РФ.

## История открытия дискотеки
Дискотека «Дольфи» была открыта 17 ноября 2000 года на набережной Тель-Авив в месте, где в прошлом располагался тель-авивский дельфинарий. Владельцы и руководители дискотеки Кирилл Сушенок и Михаил Серебряников. За короткое время своего существования дискотека стала популярным местом развлечения молодёжи, в основном, русскоязычной. За вечер её посещали 500—600 человек.

## Теракт
1 июня 2001 года, в 23:27 (время местное) арабский террорист-смертник из организации «Исламский Джихад» Саид Хутари, житель города Калькилия, попытался проникнуть на дискотеку «Дольфи».
При нём был мощный заряд взрывчатки, сделанный в виде пояса и начинённый для большего убойного эффекта металлическими шариками, гвоздями, шурупами.
Охранник на входе обратил внимание на его странный внешний вид и спросил, что тот собирается здесь делать. «Танцевать», — ответил террорист.
Его не обыскивали, так как не имели на это права, но и не пустили. Тогда самоубийца подорвал себя в гуще толпы на входе в дискотеку. 21 человек погиб, 120 было ранено, некоторые стали инвалидами.
Семья террориста получила пособие от официального руководства Палестинской автономии.

## Список погибших
- Мария Тагильцева — 14 лет
- Евгения Дорфман — 15 лет
- Раиса Немировская — 15 лет
- Юлия Скляник — 15 лет
- Анна Казачкова — 15 лет
- Катерин Кастаньяда — 15 лет
- Ирина Непомнящая — 16 лет
- Марьяна Медведенко — 16 лет
- Лиана Саакян — 16 лет
- Марина Берковская — 17 лет
- Симона Рудина — 17 лет
- Юлия Налимова — 16 лет
- Елена Налимова — 18 лет
- Ирина Осадчая — 18 лет
- Алексей Лупало — 17 лет
- Илья Гутман — 19 лет
- Сергей Панченко — 20 лет
- Роман Джанашвили — 21 год
- Диаз Нурманов — 21 год
- Ян Блум — 25 лет
- Ури Шахар — 32 года

## Годы спустя
- Раненные в теракте прошли продолжительные курсы лечения, Тамара Фабрикант и Анна Оги смогли родить детей[6][7].
- 27 июня 2013 года мэрия Тель-Авива официально представила план, по которому комплекс дельфинария с по сей день существующим в нём ночным клубом «Клара» (в прошлом «Дольфи») будет снесён и на его месте разобьют парк. Так пляжи Тель-Авива соединятся с зелёной зоной, которая тянется вдоль набережной по южному Тель-Авиву до Яффо. Проект включает строительство 28-этажной гостиницы и жилых домов от 28 до 7 этажей (общей площадью 50 тысяч м²). В них построят 450 гостиничных номеров и 250 квартир[8].
- Здание бывшей дискотеки, где каждый год 1 июня собираются друзья и близкие жертв трагедии, было снесено по решению городского муниципалитета в 2018 году.